# Макаров, Евстафий Павлович
Евста́фий Па́влович Мака́ров (14 февраля 1925, дер. Мытник, Череповецкая губерния — 27 июля 1992,  пос. Бекетово, Вологодская область) — наводчик 120-мм миномёта 1232-го стрелкового полка, младший сержант — на момент представления к награждению орденом Славы 1-й степени.

## Биография
Родился 14 февраля 1925 года в деревне Мытник (ныне — Вожегодского района Вологодской области). Окончил 7 классов. Работал в колхозе.
В январе 1943 года был призван в Красную Армию Вожегодским райвоенкоматом. Шесть месяцев проходил обучение в учебном полку младших командиров роты автоматчиков в Архангельске. Летом 1943 года в составе маршевой роты автоматчиков прибыл в 370-ю стрелковую дивизию и определён в миномётное подразделение 1232-го стрелкового полка. В составе этой части прошёл до Победы. Непосредственно на передовой освоил специальность наводчика 120-мм миномёта.
Первое боевое крещение принял под Старой Руссой. Воевал на Северо-Западном, 2-м Прибалтийском и 1-м Белорусском фронтах. Член ВКП(б) с 1944 года.
31 июля 1944 года в районе южнее города Пулавы ефрейтор Макаров одним из первых форсировал реку Висла, подавил огонь миномётной батареи противника и ликвидировал до 20 вражеских солдат, обеспечив продвижение стрелковой роты. Приказом командира 370-й стрелковой дивизии № 060/н от 1 сентября 1944 года ефрейтор Макаров Евстафий Павлович награждён орденом Славы 3-й степени.
7-16 февраля 1945 года в боях при расширении плацдарма на левом берегу реки Одер в районе города Лебус при отражении контратаки противника младший сержант Макаров бесперебойно вёл огонь из миномёта, накрыл 3 пулемётные точки и до 10 солдат. Приказом по войскам 60-й армии № 0116/н от 2 апреля 1945 года младший сержант Макаров Евстафий Павлович награждён орденом Славы 2-й степени.
16-17 апреля 1945 года в бою за населённый пункт Кунерсдорф младший сержант Макаров был тяжело ранен, но продолжал вести огонь и подавил 3 огневые точки, истребил свыше отделения пехоты. Был представлен к награждению орденом Славы 1-й степени.
После разгрома Германии участвовал в войне с Японией.
Указом Президиума Верховного Совета СССР от 15 мая 1946 года за образцовое выполнение заданий командования в боях с захватчиками старший сержант Макаров Евстафий Павлович награждён орденом Славы 1-й степени. Стал полным кавалером ордена Славы.
В 1948 году был демобилизован в звании старшины. Вернулся на родину. Окончил курсы трактористов, работал в Бекетовской МТС, затем более десяти лет механиком колхоза имени Калинина, а в последние годы занимался обслуживанием газового хозяйства. Жил в деревне Бекетово Вожегодского района. Умер 27 июля 1992 года.
Награждён орденами Отечественной войны 1-й степени, Славы 3-х степеней, медалями, в том числе 2 медалями «За отвагу».